# De face
« 2 faces » redirige ici. Pour le rappeur québécois, voir 2 Faces.
Albums de Patrick Bruel
À tout à l'heure
(1987)
Singles
1. Non, j'veux pas !
Sortie : 1986
2. J'roule vers toi
Sortie : 1986
3. Tout le monde peut se tromper !
Sortie : 1986

De face ou 2 faces est le premier album studio de Patrick Bruel publié chez Philips en 1986. 
Même si l'album ne marche pas très bien (seulement 20 000 exemplaires vendus), il permettra au chanteur de remplir l'Olympia du 5 au 8 mai 1987.
Dans la réédition en disque compact, figurent deux succès du chanteur : Marre de cette nana-là, paru en single en 1984, et Comment ça va pour vous ? en 1985.

## Pistes
| 1.    | Regarde devant toi                       | 4:15 |
| 2.    | Tout l'monde peut s'tromper              | 4:41 |
| 3.    | J'roule vers toi                         | 3:50 |
| 4.    | L'Appart'                                | 3:51 |
| 5.    | Rêve à part                              | 3:38 |
| 6.    | De face                                  | 3:35 |
| 7.    | Ça fait désordre                         | 3:06 |
| 8.    | Musique vieille                          | 3:08 |
| 9.    | J'ai l'béguin pour elle (avec Miou-Miou) | 2:58 |
| 10.   | Non, j'veux pas ! (remix)                | 6:18 |
|       | Réédition CD                             |      |
| 11.   | Comment ça va pour vous ?                | 3:59 |
| 12.   | Marre de cette nana-là                   | 3:55 |
| 47:14 |                                          |      |

## Hit-parade
| Hit parade (1986) | Classement | Exemplaires vendus |
| ----------------- | ---------- | ------------------ |
| France            | 32e        | 20 000             |